# Casa de Mateo Pumacahua
La Casa del brigadier Mateo García Pumacahua es una casona virreinal de la ciudad del Cusco, Perú. 
Desde 1972 el inmueble forma parte de la Zona Monumental del Cusco declarada como Monumento Histórico del Perú. Asimismo, en 1983 al ser parte del casco histórico de la ciudad del Cusco, forma parte de la zona central declarada por la UNESCO como Patrimonio Cultural de la Humanidad.

## Historia
La casa se ubica en el lado izquierdo de la calle Saphy, cuyo trazado corresponde a al trayecto canalizado del río Saphy. La construcción corresponde al siglo XVII y consta de dos plantas con una portada renacentista. Los vanos de la planta alta, cubiertos de cancelas de fierro forjado, debieron ser originariamente balcones con antepecho y balaustrada. La casa tiene dos patios, siendo el primero de ellos un claustro cuadrangular. El edificio cuenta también con una capilla privada.
Durante los últimos años del virreinato la casa fue propiedad del brigadier Mateo García Pumacahua, quien luchó contra Túpac Amaru II durante la rebelión de Túpac Amaru II; y posteriormente participó activamente en la rebelión del Cuzco junto a los hermanos Angulo. A inicios del siglo XX la casa fue adquirida por el Estado peruano y alojó, primero, un colegio de señoritas y luego la comisaría de Cusco, que sigue ocupando el inmueble en la actualidad.

### Libros y publicaciones
- Angles Vargas, Víctor (1983). Historia del Cusco Colonial Tomo II Libro segundo. Lima: Industrialgrafica .S.A.
- Kubler, George (1953). «Cuzco Reconstrucción de la ciudad y restauración de sus monumentos Informe de la misión enviada por la Unesco en 1951». UNESCO. Consultado el 26 de agosto de 2019.

- Datos: Q42830147
- Multimedia: Casa de Mateo Pumacahua / Q42830147